# Liste der Monuments historiques in Barrais-Bussolles
Die Liste der Monuments historiques in Barrais-Bussolles führt die Monuments historiques in der französischen Gemeinde Barrais-Bussolles auf.

## Liste der Bauwerke
| Bezeichnung                                              | Beschreibung                                                            | Standort | Kennzeichnung | Schutzstatus | Datum | Bild |
| -------------------------------------------------------- | ----------------------------------------------------------------------- | -------- | ------------- | ------------ | ----- | ---- |
| Chapelle de la Tour Pourçain (Fotos in der Base Mérimée) | Befestigtes Haus aus dem 13./14. Jahrhundert, 1926 zur Kapelle umgebaut | (Lage)   | PA00092983    | Inscrit      | 1937  |      |